# (38961) 2000 TG1
2000 تي جي 1 (ويعرف أيضًا باسم (38961) 2000 تي جي 1 وفق تسمية الكوكب الصغير) (بالإنجليزية: 2000 TG1)‏ هو كويكب ضمن حزام الكويكبات؛ وترتيبه 38961 من حيث الاكتشاف.
اكتُشف هذا الجُرم الفلكي بواسطة Jaume Nomen ‏ في 1 أكتوبر 2000.

## وصلات خارجية
- (38961) 2000 TG1 في قاعدة بيانات مختبر الدفع النفاث لأجرام النظام الشمسي الصغيرة

- الاكتشاف · مخطط المدار ·  العناصر المدارية · المعلمات المادية

- (38961) 2000 TG1 على موقع ويكي سكاي: DSS2, SDSS, GALEX, IRAS, Hydrogen α, X-Ray, Astrophoto, Sky Map, Articles and images